# São Barnabé
São Barnabé es una freguesia portuguesa del concelho de Almodôvar, con 140,64 km² de superficie y 791 habitantes (2001). Su densidad de población es de 5,6 hab/km².